# 全国公的扶助研究会
全国公的扶助研究会（ぜんこくこうてきふじょけんきゅうかい，略称：全扶研）とは、日本の全国各地で活動する生活保護ケースワーカーらが自主的に組織した公的扶助の研究会、専門職団体である。機関紙「季刊公的扶助研究」を年4回発行している（詳細は後述）。
現場で働いている生活保護ケースワーカーのみならず、研究者、支援団体関係者、生活保護制度の利用者等様々な立場の者が参加している。主な活動は機関紙や書籍の発行、毎年各地で開催している研究全国セミナーの開催、交流会や研修会の実施など。

## 概要
1965年、前身の公的扶助研究会全国連絡会（こうてきふじょけんきゅうかいぜんこくれんらくかい，略称：公扶研連）が、全国各地で活動する生活保護ケースワーカーらによって設立される。朝日訴訟の理念を学び、生活保護制度の利用者の権利を守る立場から福祉行政の民主化と福祉労働者の組織化を目指して活動していた。しかし、1993年に機関紙「季刊公的扶助研究」にて「第1回福祉川柳大賞」を称してケースワーカーによる福祉川柳を掲載した内容が生活保護制度の利用者に対して差別的であったため事件化してしまう（詳細は福祉川柳事件を参照。）。
その後、公的扶助研究会全国連絡会は「公扶研あり方検討委員会」を立ち上げて、生活保護制度の利用者に謝罪し、なぜ事件が起きてしまったかを解明する総括を行った。1995年に再建総会を実施して、現在の「全国公的扶助研究会」が発足した。
近年では2018年に「生活保護ケースワーカー人権宣言」を作成。同年には柏木ハルコの漫画「健康で文化的な最低限度の生活」のドラマ版「ケンカツ」の監修協力も行っている。なお、原作漫画の取材にも協力しており、2015年4月発行の機関紙「季刊公的扶助研究　第237号」には柏木のインタビュー記事が掲載されている。
2020年以降、コロナ禍の影響でケースワーカーの業務量が増えていることを理由に厚生労働省は「生活保護業務の外部委託」を進めようとしているが、全国公的扶助研究会は専門職の立場として「最後のセーフティーネットの生活保護業務は公的責任で行うべきで、正規職員の確保こそ必要」とこれに反対を表明している。

## 主な書籍
- 「季刊公的扶助研究 第262号(2021ー7)―福祉現場から手づくりの専門誌 特集:新型コロナ下における女性・滞日外国人の生活困窮」2021/7/15 季刊公的扶助研究編集委員会 ISBN 9784894913905
- 「Q&A 生活保護手帳の読み方・使い方 第2版――よくわかる 生活保護ガイドブック (よくわかる生活保護ガイドブック)2020/11/16  明石書店 ISBN 978-4750351049